# 周祖銜
周祖銜（？—1853年），字鶴儕，河南商城（現屬安徽金寨縣湯家匯鎮）人，祖籍江西婺源，清朝官員。
道光十八年（1838年）戊戌科進士。選翰林院庶吉士，散館改知縣。官至湖北武黃水利同知。咸丰二年十二月（1853年1月），太平軍攻破武昌，湖北巡撫常大淳戰死，周祖銜同殉難。